# Дядюша Галина Федорівна
Галина Федорівна Дядюша (1(14) травня 1907, м. Санкт-Петербург — 9 квітня 1980, м.Київ) — радянський науковець-патофізіолог, доктор медичних наук (1963), професор (1967).

## Біографія
Дядюша Галина Федорівна народилась першого травня 1907 року в місті Санкт-Петербург. В 1930 році закінчила Київський медичний інститут. У 1931—1953 роках працювала в Інституті експериментальної біології та патології. В 1943—1948 роках за сумісництвом працювала старшим науковим співробітником Інституту клінічної фізіології АН УРСР в місті Києві. В 1953—1958 рр. — старшим науковим співробітником і завідувачкою експериментального онкологічного кабінету Українського національно-дослідного санітарно-хімічного інституту. З 1958 по 1960 рр. працювала старшим науковим співробітником Інституту геронтології і експериментальної патології АМН СРСР (Київ). Від 1960 року керувала лабораторією штамів і моделювання пухлин. В 1971—1974 рр. працювала завідувачем відділу моделювання пухлин, в 1974—1980 рр.– старшим науковим співробітником-консультантом Інституту проблем онкології АН УРСР (тепер Інститут експериментальної патології, онкології і радіобіології імені Р. Є. Кавецького НАН України, Київ).

## Наукова діяльність
Галина Федорівна Дядюша проводила наукові дослідження в галузі хіміотерапії пухлин. Розробила методику виявлення пухлинних клітин у крові.

## Наукові праці
1. Розвиток «метастазів» раку в організмі кролика в умовах «стимуляції» і «блокади» активної мезенхіми // МедЖ. 1937. Т. 7, вип. 3 (співавторство)
2. Мезенхімальна реакція в селезінці при цитотоксичній стимуляції і блокаді активної мезенхіми в умовах трансплантації пухлин // Там само. 1939. Т. 4, вип. 2
3. Результаты применения антигипофизарной цитотоксической сыворотки у животных с экспериментальными опухолями // Цитотоксины в соврем. медицине. 1966. № 3 (співавторство)
4. Влияние витамина В12 на лейкопоэз при противоопухолевой химиотерапии // Патол. физиология и эксперим. терапия. 1971. № 4 (співавторство)
5. Система соединительной ткани и злокачественные опухоли. К., 1978 (співавторство).

## Родина
Галина Федорівна Дядюша — внучата племінниця Марії Заньковецької.
Батько — Волик Федір Парамонович, український театральний діяч, архітектор, землевласник.
Мати — Волик Наталія Олександрівна (Адасовська) (1885—1948)
Сестра — Толочко Ірина Федорівна (1905—1989), перекладач
Чоловік — Гліб Андріанович Дядюша